# Maine Mariners
I Maine Mariners sono stati una squadra di hockey su ghiaccio dell'American Hockey League con sede nella città di Portland, nello stato del Maine. Nati nel 1972 e sciolti nel 1992 nel corso degli anni sono stati affiliati ad alcune franchigie della NHL: Philadelphia Flyers, New Jersey Devils e Boston Bruins.

## Storia
Nel 1976, una volta terminato il Civic Center, si cercò una squadra interessata a fondare una franchigia nella città di Portland: giunsero le proposre dei Quebec Nordiques (WHA), dei Providence Reds (AHL), e dei Philadelphia Flyers (NHL). Quebec possedeva già una formazione affiliata, i Maine Nordiques nella NAHL, tuttavia era interessata ad espandersi anche a Portland. Providence invece, squadra già affermata della AHL, vi avrebbe voluto giocare una dozzina di gare durante la stagione regolare franchise, mentre Philadelphia era l'unica che avrebbe voluto utilizzare Portland come farm team principale. Nel 1977 fu raggiunto l'accordo con i Flyers e nacquero i Maine Mariners.
I Mariners furono la prima squadra capace di vincere la Calder Cup al loro esordio, bissando il titolo anche nella stagione 1978-79. Tale impresa in seguito fu ripetuta proprio dalla nuova squadra che riportò l'AHL nel Maine, i Portland Pirates.
Nella stagione 1983–1984 la franchigia cambiò proprietà e passo ai New Jersey Devils. Quella stessa stagione i Mariners vinsero la terza Calder Cup nonostante un record negativo al termine della stagione regolare of the NHL. Essa fu la terza Calder Cup e la quinta finale disputata in soli sette anni,
Al termine della stagione 1986–87 la franchigia dei Mariners si trasferì a Utica dove assunse il nome di Utica Devils. Tuttavia Portland restò nella AHL grazie alla creazione di una nuova franchigia approvata dalla lega e rifornita di giocatori appartenenti all'organizzazione dei Boston Bruins. La nuova squadra assunse il nome e la storia dei Mariners, trasformando però i colori sociali per renderli simili a quelli dei Bruins. Dopo altre cinque stagioni a Portland nel 1992 i Maine Mariners si trasferirono a Providence dove cambiarono il proprio nome in Providence Bruins.

### Affiliazioni
Nel corso della loro storia i Maine Mariners sono stati affiliati alle seguenti franchigie della National Hockey League:
- Philadelphia Flyers: (1977-1983)
- New Jersey Devils: (1983-1987)
- Boston Bruins: (1987-1992)

## Record stagione per stagione
| Stagione       | Division | Gare | V  | S  | P  | OTL | Punti | GF  | GS  | Piazzamento | Play-off                                                                                                |
| -------------- | -------- | ---- | -- | -- | -- | --- | ----- | --- | --- | ----------- | --- |
| Maine Mariners |          |      |    |    |    |     |       |     |     |             | |
| 1977-78        | North    | 80   | 43 | 28 | 9  | -   | 95    | 305 | 256 | 1°          | vince semifinali (Nova Scotia) 4-3 vince Calder Cup (New Haven) 4-1                                     |
| 1978-79        | North    | 80   | 45 | 22 | 13 | -   | 103   | 350 | 252 | 1°          | vince semifinali (Nova Scotia) 4-2 vince Calder Cup (New Haven) 4-0                                     |
| 1979-80        | North    | 80   | 41 | 28 | 11 | -   | 93    | 307 | 266 | 3°          | vince 1º turno (Nova Scotia) 4-2 perde semifinali (New Brunswick) 2-4                                   |
| 1980-81        | North    | 80   | 45 | 28 | 7  | -   | 97    | 319 | 292 | 1°          | vince 1º turno (Springfield) 4-3 vince semifinali (New Brunswick) 4-3 perde Calder Cup (Adirondack) 2-4 |
| 1981-82        | North    | 80   | 47 | 26 | 7  | -   | 101   | 325 | 272 | 2°          | perde 1º turno (Nova Scotia) 1-3                                                                        |
| 1982-83        | North    | 80   | 39 | 33 | 8  | -   | 86    | 342 | 309 | 3°          | vince 1º turno (Nova Scotia) 4-3 vince semifinali (Fredericton) 4-2 perde Calder Cup (Rochester) 0-4    |
| 1983-84        | North    | 80   | 33 | 36 | 11 | -   | 77    | 310 | 312 | 3°          | vince 1º turno (Adirondack) 4-3 vince semifinali (Nova Scotia) 4-1 vince Calder Cup (Rochester) 4-1     |
| 1984-85        | North    | 80   | 38 | 32 | 10 | -   | 86    | 296 | 266 | 1°          | vince 1º turno (Nova Scotia) 4-2 perde semifinali (Sherbrooke) 1-4                                      |
| 1985-86        | North    | 80   | 40 | 31 | 9  | -   | 89    | 274 | 285 | 2°          | perde 1º turno (Moncton) 1-4                                                                            |
| 1986-87        | North    | 80   | 35 | 40 | -  | 5   | 75    | 272 | 298 | 5°          | |
| 1987-88        | North    | 80   | 44 | 25 | 7  | 4   | 99    | 308 | 284 | 1°          | vince 1º turno (Nova Scotia) 4-1 perde semifinali (Fredericton) 1-4                                     |
| 1988-89        | North    | 80   | 32 | 40 | 8  | -   | 72    | 262 | 317 | 5°          | |
| 1989-90        | North    | 80   | 31 | 38 | 11 | -   | 73    | 294 | 317 | 5°          | |
| 1990-91        | North    | 80   | 34 | 34 | 12 | -   | 80    | 269 | 284 | 5°          | perde preliminari (Fredericton) 7-12                                                                    |
| 1991-92        | North    | 80   | 23 | 47 | 10 | -   | 56    | 296 | 352 | 5°          | |

## Record della franchigia

### Singola stagione
Gol: 50  Gordie Clark (1981-82)
Assist: 66  Bernie Johnston (1978-79)
Punti: 101  Gordie Clark (1981-82)
Minuti di penalità: 418  Dave Brown (1982-83)

### Carriera
Gol: 164  Paul Evans
Assist: 296  Paul Evans
Punti: 460  Paul Evans
Minuti di penalità: 1069  Bruce Shoebottom
Partite giocate: 489  Paul Evans

## Palmarès

### Premi di squadra
- Calder Cup: 3

1977-1978, 1978-1979, 1983-1984
- F. G. "Teddy" Oke Trophy: 5

1977-1978, 1978-1979, 1980-1981, 1984-1985, 1987-1988

### Premi individuali
- Aldege "Baz" Bastien Memorial Award: 1

Sam St. Laurent: 1985-1986
- Dudley "Red" Garrett Memorial Award: 1

Pelle Lindbergh:1980-1981
- Eddie Shore Award: 2

Terry Murray: 1977-1978, 1978-1979
- Fred T. Hunt Memorial Award: 3

Blake Dunlop: 1977-1978
Bernie Johnston: 1978-1979
Steve Tsujiura: 1985-1986
- Harry "Hap" Holmes Memorial Award: 4

Pete Peeters e Robbie Moore: 1978-1979
Rick St. Croix e Robbie Moore: 1979-1980
Pelle Lindbergh e Robbie Moore: 1980-1981
Sam St. Laurent e Karl Friesen: 1985-1986
- Jack A. Butterfield Trophy: 1

Bud Stefanski: 1983-1984
- John B. Sollenberger Trophy: 1

Bernie Johnston: 1978-1979
- Les Cunningham Award: 2

Blake Dunlop: 1977-1978
Pelle Lindbergh: 1980-1981
- Louis A. R. Pieri Memorial Award: 3

Bob McCammon: 1977-1978, 1980-1981
Mike Milbury: 1987-1988